# Отруєння ціанідом
Отруєння ціанідом — це отруєння, яке виникає внаслідок впливу низки форм ціаніду. Ранні симптоми включають головний біль, запаморочення, прискорене серцебиття, задишку та блювоту. Надалі можуть виникнути судоми, уповільнення серцевого ритму, низький кров'яний тиск, втрата свідомості та зупинка серця. Перші симптоми зазвичай з'являються протягом перших кількох хвилин. Якщо людина виживає, у неї можуть виникнути довгострокові неврологічні проблеми.
До токсичних сполук, що містять ціаніди, належать газоподібний ціаністий водень та низка ціанідних солей. Отруєння є досить поширеним явищем після вдихання диму від пожежі в будинку. Інші потенційні шляхи впливу включають роботи, які пов'язані з поліруванням металу, контактом з деякими інсектицидами, вживання препарату нітропрусид та деяких видів насіння, таких як кісточки яблук та абрикосів. Рідкі форми ціаніду можуть поглинатися через шкіру. Ціанідні іони перешкоджають клітинному диханню, в результаті чого тканини організму не можуть використовувати кисень.
Діагноз часто буває складним. Його можна запідозрити у людини після пожежі в будинку, яка має знижений рівень свідомості, низький кров'яний тиск або високий рівень лактату в крові. Рівень ціаніду в крові можна виміряти, але це потребує часу. Рівні 0,5–1 мг/л – легкі, 1–2 мг/л помірні, 2–3 мг/л є важкими та перевищують 3 мг/л зазвичай призводить до смерті.
В історії ціанід масово використовувався нацистською Німеччиною для масових самогубств, а також для геноциду.
Якщо  у людини є підозра на зараження, то таку людину слід відмежувати від джерела зараження та знезаразити. 
Лікування включає підтримуючу терапію та забезпечення подачі постраждалій людині 100% кисню. Гідроксокобаламін (вітамін B12a ) застосовується як антидот і зазвичай є препаратом першої необхідності. Також можна ввести тіосульфат натрію. 